# Willisdorf
Willisdorf (toponimo tedesco) è una frazione del comune svizzero di Diessenhofen, nel Canton Turgovia (distretto di Frauenfeld).

## Storia

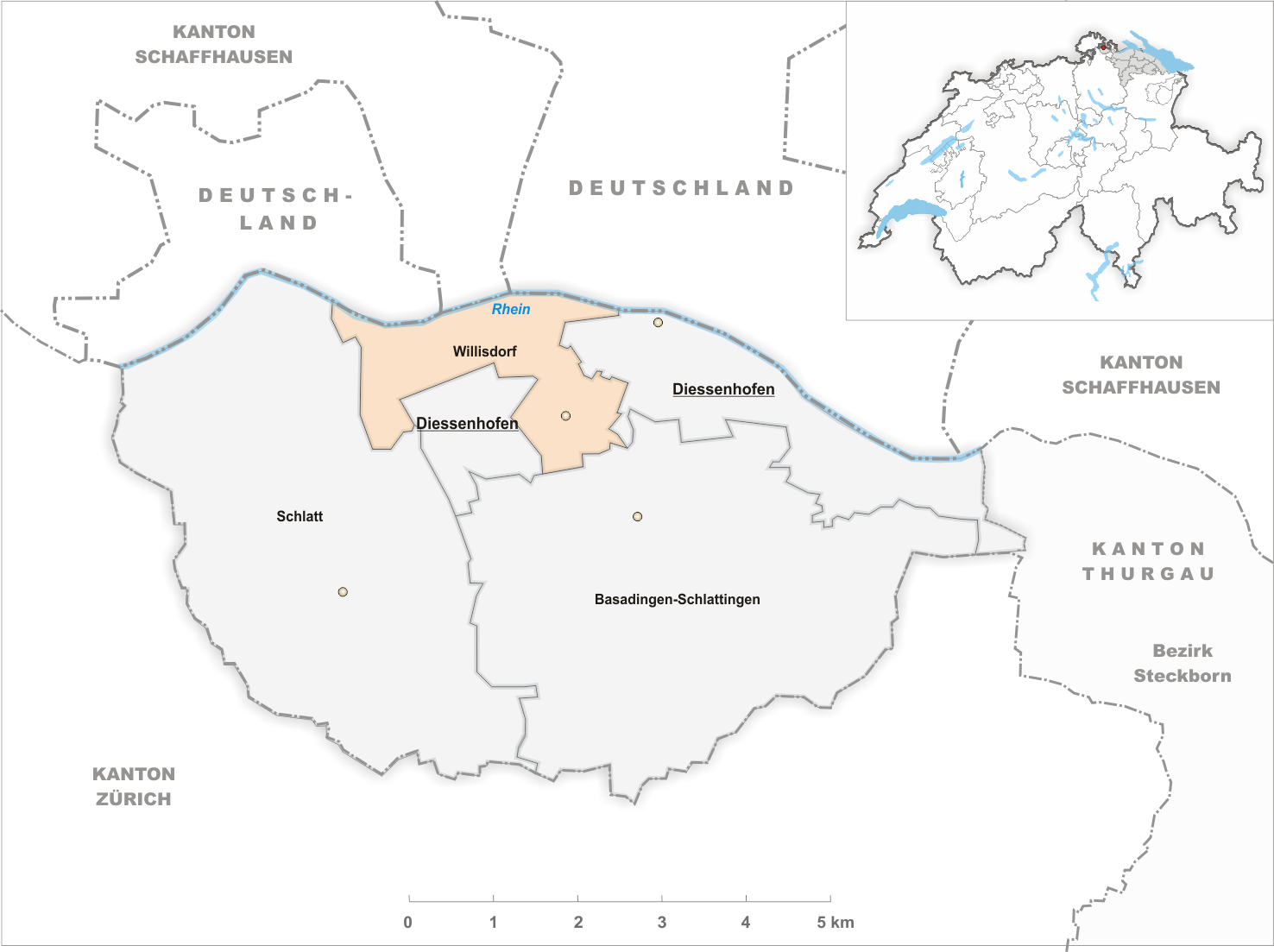
Il territorio del comune di Willisdorf prima degli accorpamenti comunali del 2000

Già comune autonomo che apparteneva al distretto di Diessenhofen, nel 2000 è stato accorpato al comune di Diessenhofen.

## Società

### Evoluzione demografica
L'evoluzione demografica è riportata nella seguente tabella:
Abitanti censiti

## Amministrazione
Ogni famiglia originaria del luogo fa parte del cosiddetto comune patriziale e ha la responsabilità della manutenzione di ogni bene ricadente all'interno dei confini della frazione.